# Enrique Galán Bayarri
Enrique Galán Bayarri (Almàssera, 6 d'abril de 1946) fou un antic futbolista valencià de les dècades de 1960 i 1970. Va ser dos cops internacional amb la selecció espanyola.

## Trajectòria
Format al València CF, debutà a segona divisió amb el CD Mestalla, filial valencianista, el 1964. La temporada 1966-67 juga a tercera divisió al CE Alcoià i al CE Borriana. La temporada següent retornà a segona al CD Badajoz. L'any 1968 ingressà al Reial Oviedo, club on passà la major part de la seva carrera (10 temporades). Fou pitxitxi de segona divisió amb 23 gols la temporada 1971-72, temporada que acabà amb l'ascens a primera divisió. Les seves darreres temporades les jugà al Getafe Deportivo i al Llevant UE.
Fou dos cops internacional amb la selecció espanyola, el primer el 2 de maig de 1973 a l'Estadi Olímpic d'Amsterdam (3 a 2 a favor dels Països Baixos), i el segon a l'estadi de Sarrià el 23 de febrer de 1974 (1 a 0 a Alemanya).
El seu germà Juan Galán Bayarri també fou futbolista.